# Rosenbläcksvamp
Rosenbläcksvamp (Coprinopsis erythrocephala) är en svampart som först beskrevs av Joseph-Henri Léveillé, och fick sitt nu gällande namn av Redhead, Vilgalys & Moncalvo 2001. Rosenbläcksvamp ingår i släktet Coprinopsis och familjen Psathyrellaceae.  Arten är reproducerande i Sverige. Inga underarter finns listade i Catalogue of Life.